# Цветнов, Сергей Анатольевич
Серге́й Анато́льевич Цветно́в (4 сентября 1957, Тамбов) — советский и российский волейболист, тренер, мастер спорта СССР (1982), заслуженный тренер России (1997).

## Биография
Воспитанник обнинской волейбольной школы. В 1978 году окончил Смоленский государственный институт физической культуры. Выступал за СКА (Ростов-на-Дону), армейские команды Смоленска и Владимира, «Искру» (Одинцово).
С 1981 года — тренер, в 1991—2007 годах — главный тренер одинцовской «Искры». Под его руководством подмосковная команда восемь раз становилась призёром национальных чемпионатов, в 2002 году завоевала Кубок России, в 2004 году дошла до финала Лиги чемпионов. В 2007 году перешёл на административную работу, став генеральным директором Волейбольного центра Московской области. Вновь возглавлял «Искру» в сезоне-2009/10 и в 2015 году.
В 1998 году Сергей Цветнов привёл молодёжную сборную России к победе на чемпионате Европы, а в 1999-м — к золотым медалям чемпионата мира. В 2003 году молодёжная сборная под его руководством заняла 5-е место на мировом первенстве в Тегеране.
В сезоне-2011/12 работал старшим тренером «Ярославича». Спустя два года вернулся в ярославскую команду на должность главного тренера.
С 1981 года в связи с началом тренерской работы в клубной команде советских ракетных войск стратегического назначения «Искра» — в Вооружённых Силах СССР, с 1991 года — в Вооружённых Силах Российской Федерации. Демобилизован в 2008 году в звании полковника.

## Достижения
В тренерской карьере
- Серебряный призёр Открытого чемпионата СНГ (1991/92).
- Серебряный призёр (1993/94, 2002/03) и бронзовый (1998/99, 1999/00, 2000/01, 2005/06, 2006/07) призёр чемпионата России.
- Победитель Кубка России (2002), серебряный (1993, 1997, 2005) и бронзовый (1994, 1999, 2000, 2001, 2004, 2006) призёр Кубка России.
- Серебряный призёр Лиги чемпионов (2003/04).
- Серебряный (2005/06, 2009/10) и бронзовый (2002/03) призёр Кубка Европейской конфедерации волейбола.
- Бронзовый призёр Кубка топ-команд (2006/07).
- С молодёжной сборной России: чемпион Европы (1998), чемпион мира (1999).